# Ruslan Poladov
Ruslan Poladov (ur. 30 listopada 1979 w Sumgait, Azerbejdżan) – azerski piłkarz grający na pozycji obrońcy, zawodnik azerskiego klubu Simurq Zaqatala, do którego trafił w 2012 roku z innego zespołu z tego kraju – İnter Baku.

## Kariera klubowa
Poladov dotychczas występował jedynie w klubach z rodzinnej ligi. Poważną karierę rozpoczął w Xəzər Lenkoran, następnie reprezentował barwy Gənclərbirliyi Sumgait, İnter Baku, Standard Baku, po raz kolejny Xəzər Lenkoran i İnter Baku, a od 2012 roku jest graczem klubu Simurq Zaqatala.

## Kariera reprezentacyjna
W reprezentacji Azerbejdżanu zadebiutował 12 października 2005 roku w meczu eliminacji mistrzostw świata przeciwko Walii. Na boisku pojawił się w 88 minucie meczu.
| Mecze i gole w reprezentacji | Mecze i gole w reprezentacji | Mecze i gole w reprezentacji | Mecze i gole w reprezentacji | Mecze i gole w reprezentacji | Mecze i gole w reprezentacji | Mecze i gole w reprezentacji |
| #                            | Data                         | Stadion                      | Rywal                        | Wynik                        | Gol                          | Rozgrywki                    |
| 2005                         | 2005                         | 2005                         | 2005                         | 2005                         | 2005                         | 2005                         |
| ---------------------------- | ---------------------------- | ---------------------------- | ---------------------------- | ---------------------------- | ---------------------------- | ---------------------------- |
| 1.                           | 12.10.2005                   | Cardiff, Walia               | Walia                        | 0:2                          | 0                            | El. MŚ 2006                  |

## Sukcesy
Xəzər
- Puchar Azerbejdżanu: 2008, 2011